# Benedetta Carlini
VellanoBenedetta Carlini (* 1590 in Vellano (Fraktion von Pescia); † 1661 in Pescia) war eine italienische römisch-katholische Nonne, Äbtissin und Mystikerin, die wegen eines lesbischen Verhältnisses verurteilt und eingekerkert wurde. Die US-amerikanische Historikerin Judith Cora Brown veröffentlichte 1986 ein Buch über den Fall, dessen Akten sie nach 350 Jahren wiederentdeckt hatte.

## Biografie
Benedetta Carlini, einzige Tochter eines wohlhabenden Dorfbewohners, wurde von Geburt an auf ein Leben im Kloster vorbereitet. Sie lernte Lesen und Schreiben und wurde mit neun Jahren aus dem heimatlichen Apennindorf nach Pescia ins Theatiner-Kloster gebracht. Im Alter von etwa dreißig Jahren wurde sie zur Äbtissin gewählt.
Benedetta hatte eine Reihe von Visionen, in denen Jesus ihr das Herz aus der Brust riss und durch sein eigenes, von drei Pfeilen durchbohrtes Herz ersetzte. Zudem trug sie die Wundmale des gekreuzigten Jesus an Händen, Füßen und Stirn. Sie feierte prunkvoll ihre Hochzeit mit Jesus, der durch ihren Mund zu ihren Mitschwestern sprach.
Eine kirchliche Untersuchung führte zur Bestätigung Benedettas. Drei Jahre später leitete ein neuer päpstlicher Nuntius in Florenz abermals Untersuchungen des Falles ein. Dabei gestand Schwester Bartolomea, die mit Benedetta in der gleichen Zelle gewohnt hatte, dass Benedetta und Bartolomea wiederholt sexuell intim waren, während Benedetta vom Engel Splenditello besessen war.
Benedetta Carlini wurde verurteilt und eingekerkert. Sie starb 1661 in Pescia nach 35 Jahren im Gefängnis. In den 1980er Jahren wurden die Prozessakten von der Historikerin der Stanford University Judith Cora Brown in den Archiven von Florenz wiederentdeckt.

## Film
Basierend auf Browns Publikation ist im Jahr 2021 der französische Spielfilm Benedetta mit Virginie Efira in der Titelrolle erschienen.